# Suwa Yoritada
Suwa Yoritada (諏訪頼忠, 1536-13 septembre 1606) est un samouraï de l'époque Sengoku de l'histoire du Japon. D'abord vassal du clan Takeda, il est ensuite au service de Tokugawa Ieyasu après la chute des Takeda en 1582. En 1592, il est daimyō du domaine de Soja et, en 1601, daimyō du domaine de Suwa.

## Source de la traduction
- (pt) Cet article est partiellement ou en totalité issu de l’article de Wikipédia en portugais intitulé « Suwa Yoritada » (voir la liste des auteurs).